# Max-Liebermann-Straße (Weimar)

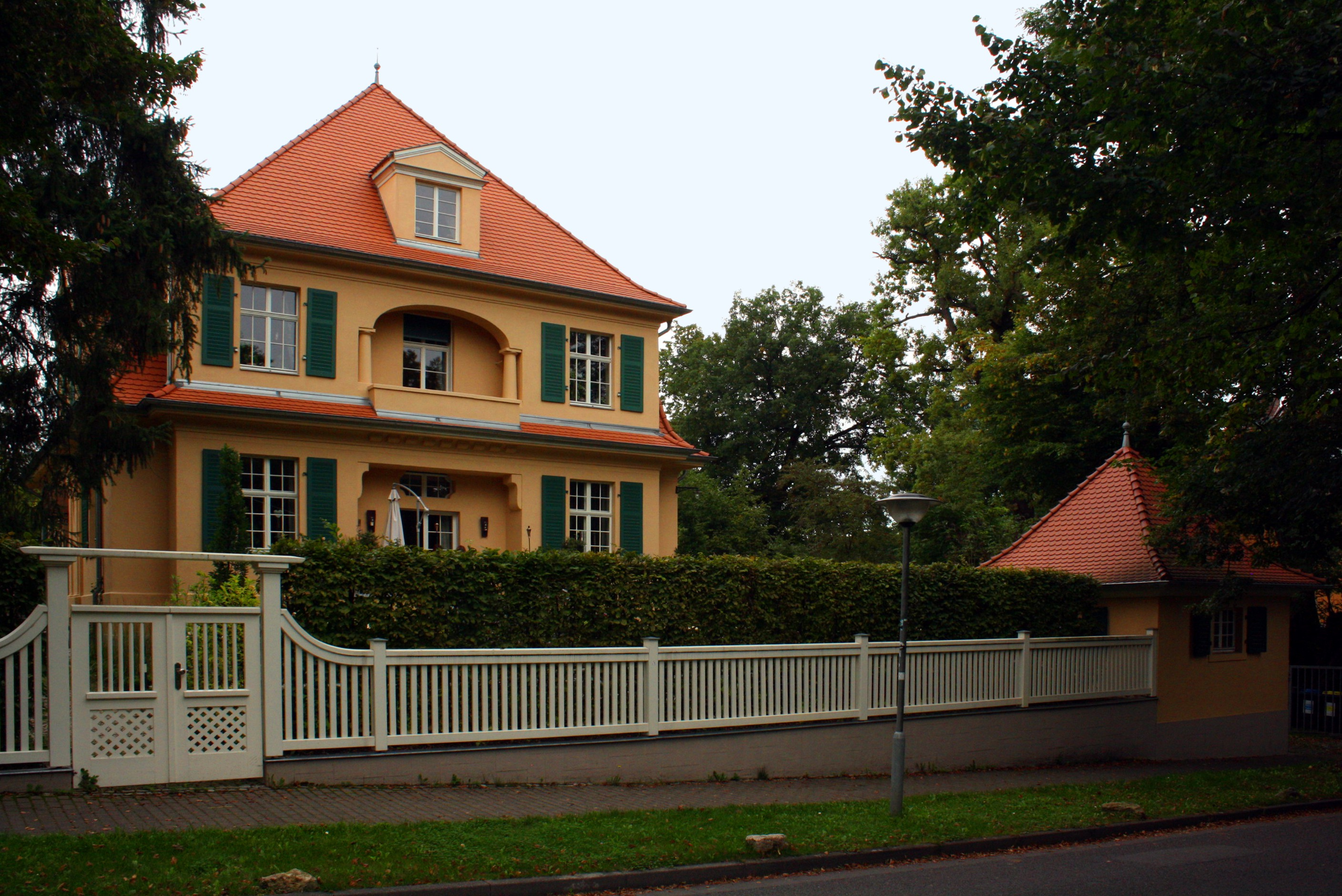
Max-Liebermann-Straße 8

Im Bereich neben dem Merketal vor der Belvederer Allee bzw. der Falkenburg in der Weimarer Südstadt im Bezirk Oberweimar liegt die nach dem der Weimarer Malerschule zugehörigen Maler Max Liebermann benannte Max-Liebermann-Straße. Es ist eine Anliegerstraße. Sie endet an der Falkenburg, nicht jedoch an der Belvederer Allee. Auf die Max-Liebermann-Straße stoßen die Freiherr-vom-Stein-Allee und die Rainer-Maria-Rilke-Straße bzw. der Straßenzug Zum Wilden Graben. Dort wiederum beginnt die Max-Liebermann-Straße auch.
Die Max-Liebermann-Straße steht nicht auf der Liste der Kulturdenkmale in Weimar (Sachgesamtheiten und Ensembles). Allerdings steht Haus Max-Liebermann-Straße 8 mit Pavillon auf der Liste der Kulturdenkmale in Weimar (Einzeldenkmale). In der von Rainer Müller herausgegebenen Denkmaltopographie Weimar ist sie jedoch beschrieben.